# MasterFormat
MasterFormat – standard organizowania specyfikacji i innych pisemnych informacji dla komercyjnych i instytucjonalnych projektów budowlanych w Stanach Zjednoczonych i Kanadzie. Bywa nazywany „Klasyfikacją dziesiętną Deweya” obiektów budowlanych. Jest produktem dwóch stowarzyszeń non-profit: amerykańskiego Instytutu Specyfikacji Budowlanych (Construction Specification Institute – CSI) i Specyfikacji Budowlanych Kanady (Construction Specifications Canada – CSC). Udostępnia główną listę działów (Divisions) oraz numery sekcji (Sections) wraz z powiązanymi tytułami w ramach każdego działu, aby uporządkować informacje o wymaganiach dla budowanego obiektu i powiązanych działaniach.

## Zastosowanie
MasterFormat jest używany w branży budowlanej do organizacji specyfikacji stanowiących część dokumentów tworzących umowę na prace budowlane. Celem tego formatu jest pomoc jego użytkownikowi przygotowującemu dokumenty umowy na prace budowlane w zorganizowaniu informacji w odrębne grupy, oraz pomoc użytkownikowi korzystającemu z dokumentów tworzących umowę na prace budowlane w wyszukiwaniu określonych informacji w spójnych lokalizacjach. Informacje zawarte w MasterFormat są uporządkowane w znormalizowanym formacie konspektu w obrębie 50 działów (16 działów przed 2004 r.). Każdy dział jest podzielony na określoną ilość sekcji, których numery i tytuły są publikowane, lecz jest również otwarty, co oznacza, że możliwe jest tworzenie przez autora specyfikacji sekcji dodatkowych. Numery sekcji w formacie sprzed 2004 roku były pięciocyfrowe, obecnie są sześciocyfrowe.
Sekcje systemu klasyfikacji MasterFormat opisują wymagane przez projektanta wyniki prac budowlanych (work results) i określają jakość użytych materiałów i wymaganej instalacji, która może być różna dla różnych obiektów i inwestorów.

## Historia
Po II wojnie światowej tworzone przez projektantów opisy techniczne – specyfikacje budowlane zaczęły pęcznieć, wraz ze zwiększaniem się opcji wyboru materiałów budowlanych i metod ich stosowania. Instytut Specyfikacji Budowlanych (CSI) został założony w 1948 roku i zaczął zajmować się organizacją specyfikacji w systemie ponumerowanych działów i sekcji. W 1963 r. Stowarzyszenie to opublikowało format specyfikacji budowlanych z 16 głównymi działami prac budowlanych. Publikacja CSI z 1975 r. użyła terminu MasterFormat. Ostatnia publikacja CSI MasterFormat, w której zastosowano 16 działów, miała miejsce w 1995 r. Nie jest już aktualną wersją propagowaną przez CSI. W listopadzie 2004 r. MasterFormat powiększył się z 16 działów do 50 działów, odzwierciedlając innowacje w branży budowlanej i rozszerzając zasięg na większą część branży budowlanej. Zmienione wydania zostały opublikowane w 2010, 2011, 2012, 2014, 2016 i 2018 r.
Od wielu dziesięcioleci, specyfikacje projektów wykonawczych są w USA i Kanadzie wykonywane w systemie klasyfikacji MasterFormat, spopularyzowanym pierwotnie przez instytucje rządowe, wymagające jego użycia. Forma specyfikacji odzwierciedla również północnoamerykańskie obyczaje prawne i podział odpowiedzialności za budowę między uczestnikami procesu budowlanego, specyficzny dla używających go krajów.

## Zalety
Standaryzacja sposobu prezentacji informacji o wymaganiach umownych, w tym technicznych, usprawnia komunikację między wszystkimi stronami zaangażowanymi w projekty budowlane. Pomaga to zespołowi projektowemu dostarczać inwestorowi projekty budowli zgodnie z jego wymaganiami, harmonogramem i budżetem. Wskazaniem do powszechnego używania i akceptacji systemu klasyfikacji MasterFormat jest i to, że norma ASTM International, wcześniej znanego jako Amerykańskie Stowarzyszenie dla Testowania i Materiałów (American Society for Testing and Materials) dla oceny zdatności dla zrównoważonego budownictwa (sustanability) produktów budowlanych opiera się na MasterFormat w celu uporządkowania danych. MasterFormat jest integralną częścią systemu SpecsIntact (Specifications Kept Intact – Przechowywanie Danych Technicznych w Stanie Nienaruszonym). SpecsIntact to zautomatyzowany system przetwarzania opisów technicznych używany do przygotowywania projektów budowlanych niektórych obiektów rządowych, przy użyciu standardowych specyfikacji głównych, szablonów zwanych Master Text lub Master, z pewnymi opcjami do wyboru, czy też wykreślenia, dostarczanych przez każdą z trzech agencji rządowych USA (i podobne agencje w Kanadzie i jej prowincjach). SpecsIntact został opracowany przez Narodową Administrację Aeronautyki i Przestrzeni Kosmicznej (NASA – National Aeronautics and Space Administration) i zaprojektowany dla inżynierów, architektów, projektantów wnętrz, autorów specyfikacji, zarządzających przygotowaniem projektów i zarządzających budowami. Dowództwo Inżynierii Obiektów Marynarki (NAVFAC – Naval Facilities Engineering Command) i Korpus Inżynierów Armii Stanów Zjednoczonych (USACE – Army Corps of Engineers) również przyjęły SpecsIntact jako swój standardowy system specyfikacji, co znacznie ułatwia wysiłki na rzecz standaryzacji specyfikacji budowlanych we wszystkich tych agencjach. Usługi oferowane przez SpecsIntact wykorzystują MasterFormat w postaci sekcji publikowanych w ramach Ujednoliconych Wzorcowych Specyfikacji [Publicznych] Obiektów (UFGS – United Facilities Guide Specification), dostępnych na stronie internetowej Całościowy Przewodnik Projektowania Budowlanego (Whole Building Design Guide website).

## Bieżące Działy (Czerwiec 2018)
GRUPA WYMAGAŃ DOTYCZĄCYCH WYBORU OFERTY I ZAWARCIA UMOWY
- Dział 00 – Wymagania Dotyczące Wyboru Oferty i Zawarcia Umowy

GRUPA SPECYFIKACJI TECHNICZNYCH
Podgrupa Wymagań Ogólnych
- Dział 01 – Wymagania Ogólne

Podgrupa Budowy Obiektów
- Dział 02 – Istniejące Warunki

- Dział 03 – Beton
- Dział 04 – Kamieniarstwo i Murarstwo
- Dział 05 – Metale
- Dział 06 – Drewno, Tworzywa Sztuczne i Kompozyty
- Dział 07 – Ochrona Termiczna i Przed Wilgocią
- Dział 08 – Otwory
- Dział 09 – Wykończenia
- Dział 10 – Wyposażenie Specjalistyczne i Akcesoria
- Dział 11 – Urządzenia i Sprzęty
- Dział 12 – Umeblowanie
- Dział 13 – Budowle Specjalne
- Dział 14 – Urządzenia Podnoszące i Przewożące
- Dział 15 – ZAREZERWOWANY NA PRZYSZŁOŚĆ
- Dział 16 – ZAREZERWOWANY NA PRZYSZŁOŚĆ
- Dział 17 – ZAREZERWOWANY NA PRZYSZŁOŚĆ
- Dział 18 – ZAREZERWOWANY NA PRZYSZŁOŚĆ
- Dział 19 – ZAREZERWOWANY NA PRZYSZŁOŚĆ

Podgrupa Instalacji Budowlanych:
- Dział 20 – ZAREZERWOWANY NA PRZYSZŁOŚĆ
- Dział 21 – Instalacje Przeciwpożarowe
- Dział 22 – Instalacje Hydrauliczne
- Dział 23 – Ogrzewanie, Wentylacja i Klimatyzacja (HVAC)
- Dział 24 – ZAREZERWOWANY NA PRZYSZŁOŚĆ
- Dział 25 – Zintegrowana Automatyka
- Dział 26 – Instalacje Elektryczne
- Dział 26 – Instalacje Elektryczne
- Dział 27 – Instalacje Telekomunikacyjne
- Dział 28 – Zabezpieczenia Elektroniczne
- Dział 29 – ZAREZERWOWANY NA PRZYSZŁOŚĆ

Podgrupa Terenu i Infrastruktury:
- Dział 30 – ZAREZERWOWANY NA PRZYSZŁOŚĆ
- Dział 31 – Prace ziemne
- Dział 32 – Wykończenia Terenu
- Dział 33 – Przyłącza instalacji
- Dział 34 – Budowle i Wyposażenie Transportowe
- Dział 35 – Budowa Dróg Wodnych i Budownictwo Morskie

Podgrupa Urządzeń Przemysłowych:
- Dział 40 – Połączenia Przemysłowe
- Dział 41 – Sprzęt do Obróbki i Przeładunku Materiałów Przemysłowych
- Dział 42 – Sprzęt do Ogrzewania, Chłodzenia i Suszenia Przemysłowego
- Dział 43 – Sprzęt do Przemysłowego Przetwarzania, Oczyszczania i Magazynowania Gazu i Cieczy
- Dział 44 – Sprzęt do Kontroli Zanieczyszczeń i Odpadów Przemysłowych
- Dział 45 – Specyficzne dla Branży Przemysłowe Urządzenia Produkcyjne
- Dział 46 – Przemysłowy Sprzęt Wodny i Ściekowy
- Dział 47 – ZAREZERWOWANY NA PRZYSZŁOŚĆ
- Dział 48 – Przemysłowe Wytwarzanie Energii Elektrycznej
- Dział 49 – ZAREZERWOWANY NA PRZYSZŁOŚĆ

## Działy sprzed roku 2012

### MasterFormat wydanie z 2004 roku
Takie same jak MasterFormat 2014, z wyjątkiem następujących:
- Dział 40 – Integracja Procesów Przemysłowych

### MasterFormat wydanie z 1995 roku
Takie same jak MasterFormat 1988, z wyjątkiem następujących:
- Dział 2 – Zabudowa Terenu

### MasterFormat wydanie z 1988 roku
- Dział 1 – Wymagania Ogólne
- Dział 2 – Prace Terenowe

- Dział 3 – Beton
- Dział 4 – Kamieniarstwo i Murarstwo
- Dział 5 – Metale
- Dział 6 – Drewno i Tworzywa Sztuczne
- Dział 7 – Ochrona Termiczna i Przed Wilgocią
- Dział 8 – Stolarka i Ślusarka Drzwiowa i Okienna
- Dział 9 – Wykończenia
- Dział 10 – Wyposażenie Specjalistyczne i Akcesoria
- Dział 11 – Urządzenia i Sprzęty
- Dział 12 – Umeblowanie
- Dział 13 – Budowle Specjalne
- Dział 14 – Systemy Urządzeń Podnoszących i Przewożących (Urządzenia Dźwigowe, Schody Ruchome, Ruchome Chodniki)
- Dział 15 – Instalacje Budowlane (z wyjątkiem elektrycznych)
- Dział 16 – Instalacje Elektryczne

## Związane Formaty Organizacyjne
SectionFormat jest standardem organizacji informacji wewnątrz poszczególnych Sekcji. Sekcje są opisem tekstowym wymaganych rezultatów prac budowlanych w danym zakresie, lecz mogą również zawierać schematyczne rysunki i tabele. Podzielone są na 3 Części (Parts): Ogólną (General), między innymi z zestawieniem wymaganych norm i standardów, Produkty (Products) opisującą właściwości materiałów i produktów budowlanych, w tym, jeśli to właściwe (na projektach niepublicznych), wymieniającą dopuszczalnych producentów, oraz Wykonanie (Execution) z opisem instalacji produktu, czy materiału na budowie i wymagań jej dotyczących. Publikacja CSI i CSC SectionFormat („Format Sekcji”) opisuje artykuły mogące wystąpić w dowolnej sekcji i jej częściach, podczas gdy publikacja standardu organizacyjnego PageFormat („Formatowanie Strony”) dotyczy formatu strony tekstowej sekcji z numeracją artykułów, paragrafów, punktów i podpunktów, indentacją, światłami między tekstem itp., przy czym format amerykański jest alfanumeryczny, a kanadyjski wyłącznie numeryczny.
Względnie nowa strategia klasyfikacji środowiska zabudowanego o nazwie OmniClass uwzględnia klasyfikację wyników prac budowlanych w tabeli 22 Wyniki Pracy. Tabela 22 w klasyfikacji OmniClass pokrywa się zasadniczo ze standardem organizacji MasterFormat.
Alternatywnym systemem organizacji używanym w przygotowywaniu wstępnych specyfikacji (np. w formie Wstępnego Opisu Projektu – Preliminary Project Description – PPD, lub Zarysu Opisu Technicznego – Outline Specifications), kosztorysowaniu, przygotowywaniu raportów z oceny aktywów budowlanych i analizie kosztów jest system Uniformat, klasyfikujący elementy budynków i budowli (A – fundamenty, B – powłokę zewnętrzną, C – wnętrza, D – instalacje, E – sprzęty, F – roboty specjalne i rozbiórkowe, G – roboty terenowe). Tabela 21 Elementy w klasyfikacji OmniClass pokrywa się zasadniczo ze standardem organizacji Uniformat.

## Numeracja Sekcji
Numery sekcji są sześciocyfrowe, z możliwością rozszerzenia po kropce w inkremencjach dwucyfrowych. Dwie pierwsze cyfry w numerze sekcji pokrywają się z numerem działu, do którego sekcja należy – jest to Poziom 1 (Level 1) w numeracji. Trzecia i czwarta cyfra określa Szeroki Zakres (Broad Scope) wewnątrz działu – jest to Poziom 2 (Level 2). Piąta i szósta cyfra określa bardziej szczegółowy Zakres Pośredni (Medium Scope) – Poziom 3 (Level 3), a dwie pierwsze cyfry po kropce określają Wąski Zakres (Narrow Scope) – Poziom 4 (Level 4). Poziom piąty, kolejne dwie cyfry, jest używany do określania agencji rządowych Stanów Zjednoczonych publikujących daną sekcję